# Ушите (Рила)
Вижте пояснителната страница за други значения на Ушите.
Връх Ушите (2547 m н.в.) се намира в Мальовишкия дял на Северозападна Рила, в началото на хребета Калбура, който се отделя на север от масива на връх Мальовица и разделя Мальовишкия и Урдиния циркус. Между вр. Мальовица и Ушите има добре оформена седловина.
Всъщност това са две връхчета, плътно долепени едно до друго, но помежду им има дълбок скален прозорец. Отдалеч – и от околните била, и от Говедарското поле, те приличат на стърчащи ушички. Известни са като Малкото и Голямото ухо. По-близкото до връх Мальовица „ухо“ е Малкото, а котата 2547 m се отнася за Голямото ухо.
Склоновете и билната част на Ушите са скалисти. Изключение прави само източната тревиста част на Голямото ухо към Мальово поле, но на запад то спуска отвесна стена към долината на Мала Урдина река.
Интерес за катерене представляват югозападните стени на Ушите, които са монолитни и трудни за преодоляване, високи около 100 m. Изградени са от гранит, който в средата на стената става ронлив, а в горната част е смесен с шисти и пегнатит. Стената на Голямото ухо е изкачена е за пръв път през 1949 г. от Георги Атанасов и чеха Владимир Прохаска (тур „Класически“) Първото зимно преминаване на същия маршрут е през 1955 г. от Борис Маринов, Андрей Мирчев, Кръстьо Алексиев и Стефан Евстатиев.
За туристи Ушите са най-достъпни през лятото откъм х. Мальовица през Първа тераса, Овчарския улей и Мальово поле. Няма маркирана пътека. През седловината между тях и Мальовица минава пътека (също немаркирана) от долината на река Мальовица към Урдиния циркус.
През зимата районът е лавиноопасен.